# Associação de Voleibol do Taiti
A Associação de Voleibol do Taiti  (em inglêsːTahiti Volleyball Association, TVA) é  uma organização fundada em 1998 que governa a pratica de voleibol no Taiti, sendo membro da Federação Internacional de Voleibol e da Confederação Asiática de Voleibol, a entidade é responsável por  organizar  os campeonatos nacionais de  voleibol masculino e feminino no país.